# Bombardier Aviation
Bombardier Aviation je letecká divize kanadského průmyslového koncernu Bombardier, která od roku 2017 patří koncernu Airbus Industrie.[zdroj⁠?!][ujasnit] Vyrábí dopravní letadla pro střední tratě Airbus A220-100 (100–130 osob) a Airbus A220-300 (130–160 osob) a několik starších modelů či řadu Bombardier CRJ.

## Historie
Bombardier převzal v srpnu 1986 upadající firmu Canadair a zvedl ji z červených čísel. V roce 1989 odkoupil bankrotujícího severoirského leteckého výrobce Short Brothers. V dubnu 1990 převzal další leteckou firmu nacházející se ve finančních obtížích – americkou Learjet. V březnu 1992 koupil polovinu firmy de Havilland Canada a v roce 1997 zbývající část. Tyto letecké firmy byly sdruženy do divize Bombardier Aerospace.
V roce 2017 společnost prodala Airbusu výrobu letadel Bombardier CSeries, ten je později přejmenoval na Airbus A220. V listopadu 2018 bylo oznámeno, že společnost již nebude vyrábět a vlastnit ztrátový projekt Bombardier Dash Q400, ten převezme firma Viking Air. Nadále se tak Bombardier Aerospace bude zabývat výrobou pouze letadel s proudovými motory, konkrétně s menšími letouny typu business jet. Řadu CRJ prodá Mitsubishi
V roce 2019 došlo k přejmenování společnosti na Bombardier Aviation.